# Жозеф Боден де Буамортьє
Жозеф Боден де Буамортьє (фр. Joseph Bodin de Boismortier; 23 грудня 1689, Тьонвіль — 28 жовтня 1755, Руассі-ан-Брі, департамент Сена і Марна) — французький композитор. Один з перших зумів домогтися повної матеріальної незалежності виключно за рахунок публікації власної музики, не маючи ані офіційної посади, ані покровителів.

## Біографія
Син військового, який став кондитером. Навчався музиці в Меці у відомого автора мотетів Жозефа Валетта де Монтіньї. У 1713 році родина переїхала в Перпіньян, де майбутній композитор одружився в 1720 році на родичці свого вчителя, що походила з сімейства щасливих ювелірів. У 1724 році пара перебралася в Париж, де Буамортьє швидко побудував кар'єру композитора: до 1747 року він опублікував понад 100 інструментальних і вокальних творів і заробив цим чималі статки, що викликало іронію і заздрість багатьох сучасників.
Деякі твори Буамортьє були опубліковані флейтистом, композитором і видатним масоном свого часу Жаком-Крістофом Нодо, з яким він перебував у дружніх стосунках.

## Творчість
Першим з французьких композиторів використовував форму італійського концерту, створивши 6 концертів для п'яти флейт. Він же почав писати концерти для інструменту соло — віолончелі, альта, фагота, але надавав перевагу флейті. З 1753 року, після перемоги італійської оперної школи в так званій «війні буфонів», відійшов від активної творчості.

## Вибрані твори
- Пори року, кантати (1724)
- Шість концертів для п'яти флейт (1727)
- Концерт для віолончелі, альта або фагота (1729)
- Любовні подорожі, опера-балет (1736, була поставлена в Паризькій опері)
- Дон Кіхот у герцогині, комічний балет (1743)
- Дафніс і Хлоя, пастораль (1747)
- Дафна, музична трагедія (1748)
- Чотири сторони світу (1752)

## Вибіркова дискографія
Чимало творів Буамортьє, включаючи дві опери, виконав Ерве Ніке зі своїм ансамблем Духовний концерт:
- Motets avec Symphonies (1991)
- Don Quichotte chez la Duchesse (1997)
- Ballets de Villages (2000)
- French Music for Two Harpsichords (2000)
- Daphnis & Chloe (2002)
- Sonates Pour Basses (2005)

Інші записи:
- Les Maisons de Plaisance (1999), виконавці — Віланд і Сігізвальд Кейкен.